# Insomniac Games
Az Insomniac Games, Inc. egy amerikai videójáték-fejlesztő cég, amelyet 1994-ben alapított Ted Price Xtreme Software néven. A PlayStation Studios egyik leányvállalata. Legismertebb videójátékaik a Spyro és Ratchet & Clank sorozat, valamint a Resistance és Marvel's Spider-Man játékok.

## Története

### Kezdeti évek (1994–1996)
Az Insomniac Games-t Ted Price alapította, aki már kilencéves korában, az Atari 2600 1977-es megjelenésekor elhatározta, hogy a videojáték-iparban szeretne dolgozni. A vállalat hivatalosan 1994. február 28-án lett bejegyezve. Ted Price-hez 1994 júniusában csatlakozott Alex Hastings, egy programozásban jártas évfolyamtársa. Nem sokkal később Alex testvére, Brian Hastings is csatlakozott az Insomniac csapatához. A stúdió eredetileg "Xtreme Software" néven működött egy éven keresztül, de 1995-ben egy azonos nevű cég miatt névváltoztatásra kényszerültek. Az új név kiválasztásához több lehetőséget is fontolóra vettek, például: "The Resistance Incorporated", "Ragnarok", "Black Sun Software", "Ice Nine" és "Moon Turtle". Végül a "Insomniac Games" név mellett döntöttek, még ha nem is ez volt az első választásuk. Röviddel a cég megalapítása után az Insomniac hozzákezdett első projektje fejlesztéséhez. A csapatot a népszerű Doom inspirálta, és azt remélték, hogy kihasználhatják az FPS műfaj körüli iparági izgalmakat. Mivel kevés fejlesztési tapasztalattal rendelkeztek, komolyan fontolgatták egy "Doom-klón" készítését. A játékot a Panasonic 3DO konzolra kezdték el fejleszteni, mivel ennek a fejlesztői csomagja olcsó volt, és a csapat nagy jövőt jósolt a konzolnak. Egy egy hónapos időkeret alatt elkészítettek egy működőképes játékmeneti demót, amelyet különböző kiadóknak mutattak be. A demó végül eljutott Mark Cernyhez, a Universal Interactive Studios egyik vezető produceréhez, aki lenyűgözte a csapat munkája. A Universal vállalta a játék kiadását, valamint segítséget nyújtott az anyagiakban és a marketingben is. A Universal a játék fejlesztéséhez és az átvezető jelenetekhez is hozzájárult: színészeket szerződtettek valós idejű jelenetek leforgatására, a produkciós dizájnt pedig Catherine Hardwicke irányította. A játék stílusát részben a Warhawk című játék inspirálta. Cerny visszajelzéseket és tanácsokat adott a játék pályatervezésével kapcsolatban, segítve a csapatot a minőség javításában. Azonban a 3DO konzol nem váltotta be a hozzá fűzött reményeket, piaci teljesítménye csalódást okozott. A Universal ezért azt javasolta az Insomniac csapatának, hogy váltsanak át a Sony Computer Entertainment PlayStation konzoljára, mivel annak sokkal nagyobb volt a piaci lefedettsége, és így növelni lehetett volna a játék eladásait. A játék eredetileg Alex Hastings által fejlesztett egyedi motoron futott, amit sikerült egy hónap alatt átalakítani és optimalizálni a PlayStation platformra. Az Insomniac első hivatalos játéka a Disruptor címet kapta, és világszerte 1996 novemberében jelent meg. A Disruptor megjelenésekor pozitív kritikákat kapott, és több játékmagazin is az év meglepetéscímének, azaz „Dark Horse of the Year” díjjal illette. John Romero, a Doom fejlesztőstúdiójának, az id Software-nek az alapítója is elismerően nyilatkozott a játékról. Ennek ellenére az Insomniac szerint a Disruptor egy tanulási folyamat volt a videojáték-fejlesztés világában. Ted Price később úgy fogalmazott: „Ez volt a legjobb játék, amiről senki sem hallott.” A játékhoz alig társult marketing vagy reklámkampány, így kereskedelmi szempontból bukásnak számított. Mindezek ellenére a Universal továbbra is bizalmat szavazott az Insomniac csapatának, és támogatta a következő projektjüket is. A stúdió morálja alacsony volt, ezért úgy döntöttek, hogy nem készítenek folytatást a Disruptorhoz, inkább valami teljesen újba kezdenek.

### Spyro the Dragon (1996–2000)
Ekkoriban a PlayStation célközönsége megváltozott: egyre több gyermek és tinédzser kezdte el használni a konzolt. Emiatt az Insomniac csapata úgy döntött, hogy a Disruptor erőszakos hangulata helyett egy családbarát játékot fejlesztenek, amelyet minden korosztály élvezhet. Abban az időben a családi játékok piacát a Nintendo uralta, különösen olyan címekkel, mint a Super Mario 64, miközben a PlayStation platformján nem volt hasonló karakteralapú exkluzív játék. Mark Cerny, a Universal vezető producere, arra ösztönözte az Insomniac csapatát, hogy készítsenek egy kabalafigurával rendelkező, széles körben vonzó játékot. Craig Stitt, a Disruptor környezettervező művésze javasolta, hogy a játék egy emberi tulajdonságokkal rendelkező sárkányról szóljon. Eközben Alex Hastings egy új játékmotort fejlesztett, amely panorámás nézetre specializálódott, és alkalmas volt nyitott világú játékokhoz is. Ez a motor lehetővé tette olyan funkciók beépítését, mint például a siklás a levegőben. Ennek eredményeként 1998 végén jelent meg a Spyro the Dragon, amely elindította az Insomniac egyik legsikeresebb sorozatát. A Spyro the Dragon megjelenésekor kritikai elismerést kapott, és számos díjat nyert különböző szaklapoktól. Kezdetben a játék eladásai viszonylag alacsonyak voltak, ám karácsony után jelentősen megugrottak, és végül több mint kétmillió példányban kelt el. A fejlesztőcsapat létszáma is bővült, 13 főre nőtt. A játék sikere után a kiadó kérte az Insomniac csapatát, hogy fejlesszenek folytatást. A Spyro 2: Ripto’s Rage! fejlesztése röviddel az első rész megjelenése után el is kezdődött. A csapat nagy kihívásnak érezte a folytatást, mert új ötleteket kellett kidolgozniuk, hogy forradalmasítsák a franchise-t — ráadásul mindezt nagyon rövid idő alatt. A kezdeti ötletelés után úgy döntöttek, hogy az első rész egyik mini-játékát bővítik ki, mivel az új típusú élményt kínált a játékosoknak Spyro kalandjaihoz képest. A fejlesztés során érettebb történetet és fejlettebb átvezető jeleneteket terveztek a játékhoz. A játék tartotta a kitűzött megjelenési dátumot, és 1999 végén került a boltokba. Alex Hastings, a vezető programozó, aggódott a premier miatt, mivel a játék fejlesztési ciklusa siettetett és lerövidített volt. A Spyro the Dragon sorozat második részének, a Ripto’s Rage! megjelenése után a stúdiót felkérték, hogy készítse el a harmadik részt is. A fejlesztők célja az volt, hogy a játék változatosabb legyen, mint az előző epizódok, ezért új speciális mozdulatokat vezettek be Spyro számára, valamint több játszható karaktert is bemutattak. Spyro személyiségét is barátságosabbá tették, hogy könnyebben megszeressék a játékosok. Ugyanakkor a fejlesztőcsapat nehézségekkel küzdött az új ötletek kitalálásában. A projekt alatt a csapat létszáma 20–25 főre bővült. Ekkor csatlakozott az Insomniac Gameshez Brian Allgeier, aki később több játékuk vezető rendezője lett. A Spyro: Year of the Dragon világszerte 2000 végén jelent meg. Mivel az Insomniac három év alatt három játékot adott ki, úgy döntöttek, hogy új projektbe kezdenek, amelyben eredeti karaktereket és friss ötleteket tudnak kidolgozni. A Year of the Dragon volt az utolsó Spyro-játék, amelyet az Insomniac Games fejlesztett. A Spyro franchise szellemi tulajdonjogai a Universalnál maradtak, és ez egyben az Insomniac és a Universal partnerségének végét is jelentette. Ettől kezdve az Insomniac közvetlenül a Sony PlayStation konzolokra fejlesztett játékokat.

### Ratchet & Clank (2000–2005)
2000-ben a Sony bemutatta a PlayStation konzol utódját, a PlayStation 2-t. Az Insomniac Games több ötlettel is előállt első PS2-es játékához, de ezek közül az első, a Monster Knight nevű koncepció, amelyet már 1999-ben megterveztek, nem jutott túl a tervezési fázison. A törölt projekt létezését csak 13 évvel később hozták nyilvánosságra. A második próbálkozás a Girl with a Stick volt, amelyet a The Legend of Zelda és a Tomb Raider inspirált. Ez a projekt komolyabb hangvételű játék lett volna, és célja az volt, hogy az Insomniac bizonyítsa: nemcsak platformjátékokat tud készíteni. A stúdió hat hónapot dolgozott rajta, több prototípust és egy működő demót is elkészítettek. Azonban a csapat nagy része, Price kivételével, nem lelkesedett a projekt iránt, és úgy gondolták, hogy a játék egydimenziós. A Sony is úgy látta, hogy a játék nem találna közönséget, és azt tanácsolta az Insomniacnak, hogy inkább a saját erősségeikre koncentráljanak. Ennek következtében a Girl with a Stick-et elvetették. Ted Price szerint ez a projekt az Insomniac első valódi kudarca volt, és fontos tanulságot jelentett a stúdió számára. Néhány héttel a Girl with a Stick törlését követően Brian Hastings új ötlettel állt elő: javasolta, hogy a stúdió egy űrkalandjátékon dolgozzon, amely sci-fi témájú lenne. Az eredeti koncepció egy fegyverekkel felszerelt hüllőszerű idegenről szólt, aki bolygóról bolygóra utazik. Ez a karakter később ősemberré, végül pedig egy kitalált lényré, egy úgynevezett „Lombax”-szá fejlődött, akit Ratchetnek neveztek el. Mellé társítottak egy robotkísérőt, akit Clanknek hívtak. A játék inspirációit különböző forrásokból merítették, köztük mangákból, a Conker's Bad Fur Day-ből és természetesen az Insomniac korábbi sikeréből, a Spyro the Dragonből. Az új projektet úgy tervezték meg, hogy eltérjen a stúdió korábbi munkáitól: a játékmenetbe lövöldözős és szerepjátékos elemeket is beépítettek, ami komplexebbé tette a játékot. Bár a csapat izgatott volt a projekt kapcsán, kezdetben nem tudtak demót készíteni, mivel nem volt hozzá megfelelő motorjuk. A játék végül a Ratchet & Clank címet kapta. Eredetileg a PlayStation 2 egyik nyitócíme lett volna, de a fejlesztés elhúzódott, így csak 2002 novemberében jelent meg. A játék kritikai sikert aratott, és elindította az Insomniac egyik legismertebb sorozatát. Öt hónappal a Ratchet & Clank megjelenése előtt a Sony jóváhagyta a folytatás fejlesztését. Az Insomniac célja az volt, hogy új elemekkel gazdagítsa a sorozatot; a fejlesztők figyelembe vették a játékosok visszajelzéseit, és több funkciót is továbbfejlesztettek az első részhez képest. Körülbelül egy évvel később megjelent a Ratchet & Clank: Going Commando, amely kritikailag elismert lett. Ekkorra az Insomniac már el is készült következő játékának prototípusával, amely a Ratchet & Clank: Up Your Arsenal címet viselte. Ebben a részben többszereplős módot vezettek be, és tovább bővítették a Going Commando arénáit, ezzel mélyebb játékmenetet biztosítva. Alex Hastings eközben tovább optimalizálta a játék motorját, növelve a feldolgozási teljesítményt, hogy még finomabb játékmenetet biztosítson. Az Up Your Arsenal eladásai jelentősen meghaladták az elődökét, és ez lett a legmagasabbra értékelt játék a Ratchet & Clank sorozat történetében. Az Insomniac három Ratchet & Clank játékot adott ki három éven belül. 2005-re a stúdió úgy döntött, hogy az Up Your Arsenal után új irányba tereli a franchise-t. Brian Hastings remélte, hogy a következő játék sötétebb hangvételű lesz, mint az előző részek. Ennek megfelelően a történet fókusza Ratchetre helyeződött, és a fejlesztők olyan filmekből merítettek inspirációt, mint A menekülő ember és a Battle Royale. Az új rész egy akciójáték lett, platformelemek nélkül, ami jelentős változást jelentett az addigi sorozathoz képest. Bár a játékmenet sok szempontból hasonlított az előző részekhez, Clank szerepe jelentősen csökkent, és a karakter neve el is tűnt a játék címéből. Az eredmény a Ratchet: Deadlocked, amely 2005-ben jelent meg.

### PlayStation 3 korszak (2006–2012)
Miközben az Insomniac a Ratchet & Clank franchise fejlesztésén dolgozott, a csapat szeretett volna valami máson is munkálkodni. A PlayStation 3 megjelenésével úgy vélték, hogy az új konzol felhasználói érettebbek lesznek, mint az előző generációké, ezért olyan játékot akartak készíteni, amely nekik szól. Úgy gondolták, a stúdiónak nem szabad egyetlen műfajra specializálódnia. Ez az új projekt az Insomniac bővülésének része volt; a cég célja az volt, hogy párhuzamosan több projekten is dolgozzon. A fejlesztés a Deadlocked befejezése után indult el. A csapat megegyezett abban, hogy valami mást akarnak létrehozni, egy másik platformra. A Csillagközi invázió ihletésére megszületett a Resistance: Fall of Man, amely az Insomniac első belső nézetes lövöldéje volt a Disruptor óta. Hogy a játék kitűnjön a többi közül, kísérleteztek azzal, hogy osztag-alapú lövöldözővé alakítják, illetve óriási gyíkellenfeleket is bevezettek volna, de ezeket később elvetették. A Sony azt javasolta az Insomniacnak, hogy változtassanak a gyík antagonistákon, mert nem volt élvezetes ellenük játszani. Emellett a csapat tagjai a játék helyszínéről sem tudtak megegyezni. Cerny azt szerette volna, ha a játék — amit eredetileg "űroperának" terveztek — az első világháború idején játszódna, de ezt később a második világháborúra változtatták, mert a fejlesztők extrém fegyvereket is szerettek volna a játékba bevezetni. Később az 1950-es évekre helyezték át a történetet, mivel úgy vélték, hogy a második világháborús lövöldözős játékok piaca akkoriban túltelített volt. A Resistance: Fall of Man a PlayStation 3 egyik nyitócíme lett; a csapat elmondása szerint kihívást jelentett egy új konzolra játékot fejleszteni, mert gyorsan kellett dolgozniuk, hogy elérjék a kitűzött megjelenési határidőt. A játék pénzügyileg és kritikailag is sikeres volt, noha vitát váltott ki a Manchester Katedrális helyszínének felhasználása miatt. A folytatás fejlesztése hamarosan megkezdődött; a csapat radikális változtatásokat akart bevezetni, ami belső vitákat szült a fejlesztők között. A második rész, a Resistance 2, 2008-ban jelent meg. Közben a Ratchet & Clank franchise fejlesztése is folytatódott. Amikor a sorozat átkerült a PlayStation 3-ra, a csapat úgy döntött, hogy újraírja a karaktereket. Bemutatták a Future sorozatot, amely a következő játékokat tartalmazza: Ratchet & Clank Future: Tools of Destruction (2007), Quest for Booty (2008) és A Crack in Time (2009). 2008-ban a vállalat egy új stúdiót is alapított Észak-Karolinában, amely 25–30 fejlesztőből állt, és amelyet Chad Dezern és Shaun McCabe vezettek. Az új stúdió felelt néhány Insomniac-féle Ratchet & Clank játék fejlesztéséért. Mind a Resistance, mind a Ratchet & Clank franchise folytatódott a 2010-es években is. Az észak-karolinai csapat fejlesztette a Ratchet & Clank: All 4 One című játékot, amely vegyes értékeléseket kapott. Ezután az észak-karolinai csapat dolgozott a sorozat következő részén, a Ratchet & Clank: Full Frontal Assault-on is, amely a korábbi játékok pályáira épített, és felépítése hasonlít egy toronyvédős játékéhoz. Közben a vállalat fejlesztette a Resistance 2 folytatását, a Resistance 3-at, amelyet úgy terveztek meg, hogy hasonlítson a Fall of Man-re. Az Insomniac csapata átnézte a játékosok visszajelzéseit a Resistance 2 negatívumairól, visszahozott néhány mechanikát a Fall of Man-ből, és a narratívára helyezte a hangsúlyt. Úgy vélték, egy ilyen megközelítéssel meg lehet különböztetni egy franchise-t a többi belső nézetes lövöldözős játéktól. A csapat a Resistance 3-at a sorozat legjobb részének tartotta, de a játék gyengén teljesített az eladások terén, és pénzügyi kudarc lett. Price szerint a csapat csalódott volt, de ennek ellenére büszkék maradtak a projektre. 2012 elején Price bejelentette, hogy a vállalat a jövőben nem vesz részt több Resistance-projektben. A franchise szellemi tulajdonjogait a Sony birtokolja.

### Portfólió diverzifikálása (2012–2019)
Az Insomniac kizárólag a PlayStation konzolokra fejlesztett játékokat egészen 2010-ig, amikor bejelentették, hogy az Electronic Arts-szal, az EA Partners programján keresztül, egy többplatformos játékot fejlesztenek a PlayStation 3 és a Xbox 360 konzolokra. A cég szélesebb közönséget szeretett volna elérni, miközben megtartotta a saját szellemi tulajdonjogait, és teljes irányítást kívánt megtartani a franchise-aik felett. A cég nem árult el semmit a játékról. Létrehozták az Insomniac Click nevű leányvállalatot, amely a könnyed játékokra és a Facebook játékokra összpontosított. Az első játékuk nem volt kapcsolódó semelyik meglévő Insomniac franchise-hoz. Az Insomniac ismét partneri kapcsolatba lépett az Electronic Arts-szal, amely a könnyed játékokat fejlesztő Playfish-t is birtokolta, hogy segítsenek a játék széles közönséghez való eljuttatásában. Az Outernauts hamarosan be lett jelentve, és 2012 júliusában jelent meg böngészőkre és mobil platformokra. A Click később újra beolvadt az Insomniacba, és az Outernauts böngésző verziója törlésre került. Az EA Partners játékot az Electronic Entertainment Expo 2011-en mutatták be Overstrike néven. Ezt a játékot a Ratchet & Clank rendezője, Brian Allgeier javasolta, és hasonló irányvonalat követett, mint a Ratchet & Clank sorozat. A csapat úgy gondolta, hogy az Overstrike a tinédzsereket célozza meg. Több játéktesztelési szakasz után rájöttek, hogy a játék túl egyszerű a célcsoportjuk számára. A cég sok fegyvert fejlesztett a játékhoz, de egyik sem kapcsolódott a történethez. A fejlesztők újra átdolgozták a játékot, és megváltoztatták, hogy vonzóbbá tegyék idősebb játékosok számára, és hogy a fegyverek fontos részei legyenek a játéknak. A játék egy kooperatív kampányra összpontosított, amely a cég szerint akkoriban népszerű trend volt. Később átnevezték Fuse-ra, és 2013 májusában világszerte megjelent. A Fuse az Insomniac által fejlesztett egyik legalacsonyabban értékelt játék lett, és újabb kereskedelmi bukásnak bizonyult, mivel az első héten az Egyesült Királyságban a 37. helyen debütált.  A Fuse-t az Insomniac egy tanulságos tapasztalatként értékelte, hogy megértse, milyen típusú játékokat tudnak jól készíteni. A Fuse fogadtatása megmutatta a cég számára, hogy "színes, játékos élményeket kell fejleszteniük, amelyek tele vannak szokatlan, olykor bolondos fegyverekkel". 2013-ban a Ratchet & Clank: Into the Nexus is megjelent. A Fuse párhuzamos fejlesztésével, és rögtön a Resistance 3 befejezése után, az Insomniac Games elkezdte a Sunset Overdrive fejlesztését. A játék inspirációt merített a Hyena Men-ből, a Tank Girl-ből, a Legenda Vagyok-ból, a The Young Ones-ból, az 1960-as évek Halloween maszkjaiból és a Legóból.  A Sunset Overdrive-ot Marcus Smith és Drew Murray készítette; első pitchüket az Insomniac vezetője elutasította, mivel túl zűrzavarosnak találták. Egy hetet kaptak, hogy újra bemutassák az ötletet, és sikerült meggyőzniük a stúdió vezetőit, hogy kezdjék el a játék fejlesztését. A játékot később különböző kiadóknak is bemutatták, akik elutasították őket, mivel az Insomniac ragaszkodott ahhoz, hogy megtartja a szellemi tulajdonjogokat. A projektet később a Microsoft Studios-nak is bemutatták, akik lelkesen dolgoztak volna az Insomniac-kkal. A Microsoft lehetővé tette, hogy az Insomniac birtokolja a játék jogait. A Sunset Overdrive a Microsoft Xbox One konzoljára készült; 2014-ben, az Insomniac 20. évfordulóján jelent meg. 2015-ben az Insomniac bejelentette a Slow Down, Bull-t, egy részben kereskedelmi, részben jótékonysági projektet, amelyet  Windowsra készítettek. Az Insomniac 2016-ban kiadta a Ratchet & Clank remake-jét a PlayStation 4-re. 2016 januárjában az Insomniac bejelentette következő játékát, a Song of the Deep-et, egy vízalapú videójátékot, amelyet a Metroid és a Castlevania: Symphony of the Night ihlettek. A játékot a GameStop kiskereskedő jelentette meg. Az E3 2015-ös rendezvényen a cég bejelentette az Edge of Nowhere-t, egy harmadik személyű akció-kalandjátékot az Oculus Rift virtuális valóság hardverére. 2016 áprilisában a cég két új virtuális valóság címről is beszámolt: a Feral Rites-ról, egy hack and slash játékról, és a The Unspoken-ről, egy fantasy multiplayer játékról, szintén az Oculus Rift számára. Price szerint a cég a virtuális valóság projektekre kezdett koncentrálni, mivel a csapat lelkesedik a technológia iránt, és lehetőséget ad arra, hogy szakértelmet fejlesszenek ki VR játékok készítésében. A stúdió exkluzív megállapodást kötött az Oculus VR-ral, mivel az Insomniac úgy vélte, hogy mindkét cég ugyanazt a szenvedélyt osztja a játékok „életre keltésében”, és lehetővé teszik számukra, hogy megőrizzék szellemi tulajdonjogaikat. Price az egyezséget korábbi első félre vonatkozó megállapodásaikhoz hasonlította, és hozzátette, hogy a csapat számára lehetőség volt olyan játékok fejlesztésére az első generációs VR platformok számára, amit nem utasíthattak el. A cég új irányvonalával együtt Price hangsúlyozta, hogy nem mondanak le a konzolos AAA videojátékok készítéséről. Az E3 2016-on az Insomniac bejelentette következő AAA címét, a Marvel's Spider-Man-t, amely a PlayStation 4-re készült, a Marvel Entertainmenttel közösen. Bryan Intihar, a Sunset Overdrive producere volt a játék kreatív igazgatója. 2017 szeptemberében az Insomniac Games bemutatta új márkáját és logóját, amelyben a "O"-t helyettesítő hold szimbólumot egy stilizált ikonográfia váltotta fel. A cég elmondta, hogy a rebranding része volt a "túl a holdon" gondolkodás. Ryan Schneider, az Insomniac vezető márkamenedzsere elmondta, hogy a rebranding célja, hogy megakadályozzák a stúdió beskatulyázását; míg a hold-alapú logó jól reprezentálta a céget a Spyro és a Ratchet & Clank karikatúraszerű játékokkal, nem tükrözte megfelelően azokat az új irányokat, amik felé az évek során elmozdultak, mint például a Spider-Man játék.  Schneider hozzátette, hogy a márkaváltás mellett a cég azt tervezi, hogy aktívan kapcsolatba lép a játékosokkal, élő közvetítéseket biztosítva munkájukról, miközben egy új identitást alakítanak ki, anélkül, hogy teljesen elvetnék a múltjukat. Schneider szerint effektíve „felrobbantották a holdat”, hogy meghatározzák ezt az új irányvonalat.

### Sony felvásárlása (2019–)
2019 augusztusában a Sony bejelentette, hogy véglegesen megállapodott az Insomniac felvásárlásáról, ezzel az Insomniac a Sony egyik elsőszámú fejlesztőjévé vált. Ez tette az Insomniacot a 14. belső stúdióvá a Sony SIE Worldwide Studios divízióján belül. Shawn Layden, a Sony képviselője kijelentette, hogy már egy ideje mérlegelték az Insomniac felvásárlását, és a Spider-Man játékuk sikere jelentősen hozzájárult ehhez, mivel az Insomniac „hatással bíró” és „stílust meghatározó” stúdióként demonstrálta tehetségét. Layden úgy vélte, hogy az Insomniac és a Sony közötti munkakapcsolat nem fog jelentősen változni a felvásárlás után, mivel a stúdió megőrzi kreatív kontrollját, viszont közelebbi hozzáférést kap más innovatív technológiákhoz a SIE Worldwide Studios keretein belül. A felvásárlás értéke 24,895 millió jen (körülbelül 229 millió dollár azaz 66 milliárd forint) volt, és 2019. november 15-én zárult le. A PlayStation 5 bemutató eseményén, 2020. június 11-én, az Insomniac két új játékot jelentett be: a Marvel's Spider-Man: Miles Morales-t, amely a Marvel's Spider-Man spin-offja, és a Ratchet & Clank: Rift Apart-ot. Előbbi a PS5 indító játékaként jelent meg, 2020 novemberében a konzolra készült eredeti Marvel's Spider-Man remaster mellett. Az utóbbi 2021. június 11-én jelent meg, kizárólag PS5-re. 2021. szeptember 9-én, a PlayStation Showcase eseményen, az Insomniac bejelentette a Marvel's Spider-Man 2-t, amely 2023-ban jelent meg PlayStation 5-re. A cég emellett egy önálló játék fejlesztését is bejelentette, Marvel's Wolverine címmel, szintén PS5-re.

## Videójátékaik
| Év   | Név                                          | Platformok                            |
| ---- | -------------------------------------------- | ------------------------------------- |
| 1996 | Disruptor                                    | PlayStation                           |
| 1998 | Spyro the Dragon                             | PlayStation                           |
| 1999 | Spyro 2: Ripto's Rage!                       | PlayStation                           |
| 2000 | Spyro: Year of the Dragon                    | PlayStation                           |
| 2002 | Ratchet & Clank                              | PlayStation 2                         |
| 2003 | Ratchet & Clank: Going Commando              | PlayStation 2                         |
| 2004 | Ratchet & Clank: Up Your Arsenal             | PlayStation 2                         |
| 2005 | Ratchet: Deadlocked                          | PlayStation 2                         |
| 2006 | Resistance: Fall of Man                      | PlayStation 3                         |
| 2007 | Ratchet & Clank Future: Tools of Destruction | PlayStation 3                         |
| 2008 | Ratchet & Clank Future: Quest for Booty      | PlayStation 3                         |
| 2008 | Resistance 2                                 | PlayStation 3                         |
| 2009 | Ratchet & Clank Future: A Crack in Time      | PlayStation 3                         |
| 2011 | Resistance 3                                 | PlayStation 3                         |
| 2011 | Ratchet & Clank: All 4 One                   | PlayStation 3                         |
| 2012 | Ratchet & Clank: Full Frontal Assault        | PlayStation 3, PlayStation Vita       |
| 2012 | Outernauts                                   | iOS                                   |
| 2013 | Fuse                                         | PlayStation 3, Xbox 360               |
| 2013 | Ratchet & Clank: Into the Nexus              | PlayStation 3                         |
| 2014 | Sunset Overdrive                             | Windows, Xbox One                     |
| 2015 | Slow Down, Bull                              | Windows, Mac OS X, Linux              |
| 2015 | Fruit Fusion                                 | Android, iOS                          |
| 2015 | Bad Dinos                                    | Android, iOS                          |
| 2015 | Digit & Dash                                 | iOS                                   |
| 2016 | Ratchet & Clank                              | PlayStation 4                         |
| 2016 | Song of the Deep                             | Windows, PlayStation 4, Xbox One      |
| 2016 | Edge of Nowhere                              | Windows                               |
| 2016 | The Unspoken                                 | Windows                               |
| 2016 | Feral Rites                                  | Windows                               |
| 2018 | Marvel's Spider-Man                          | Windows, PlayStation 4, PlayStation 5 |
| 2018 | Seedling                                     | Magic Leap                            |
| 2019 | Stormland                                    | Windows                               |
| 2019 | Strangelets                                  | Magic Leap                            |
| 2020 | Marvel's Spider-Man: Miles Morales           | Windows, PlayStation 4, PlayStation 5 |
| 2021 | Ratchet & Clank: Rift Apart                  | Windows, PlayStation 5                |
| 2023 | Marvel's Spider-Man 2                        | Windows, PlayStation 5                |
| TBA  | Marvel's Wolverine                           | PlayStation 5                         |

## Fordítás
Ez a szócikk részben vagy egészben  az   Insomniac Games című angol Wikipédia-szócikk ezen változatának fordításán alapul.  Az eredeti cikk szerkesztőit annak laptörténete sorolja fel. Ez a jelzés csupán a megfogalmazás eredetét és a szerzői jogokat jelzi, nem szolgál a cikkben szereplő információk forrásmegjelöléseként.